# Гура-Падіній
Гура-Падіній (рум. Gura Padinii) — село у повіті Олт в Румунії. Входить до складу комуни Гура-Падіній.
Село розташоване на відстані 161 км на південний захід від Бухареста, 74 км на південь від Слатіни, 74 км на південний схід від Крайови.

## Населення
За даними перепису населення 2002 року у селі проживали 1456 осіб. Усі жителі села рідною мовою назвали румунську.
Національний склад населення села:
| Національність | Кількість осіб | Відсоток |
| -------------- | -------------- | -------- |
| румуни         | 1450           | 99,6%    |
| цигани         | 6              | 0,4%     |